# Andrea Luigi Degola
Andrea Luigi Degola (Genova, 1771 – 1862) è stato un compositore italiano.

## Biografia
Allievo di Luigi Cerro, fu padre del compositore d'opera Giocondo Degola. Nel 1799 mise in scena l'opera buffa Il medico per forza al teatro S. Agostino di Genova, per il quale compose altre opere, in gran parte perdute. Fu maestro di cappella nella cattedrale di Chiavari, pur continuando al sua attività teatrale a Genova. Si recò poi in Francia, dove fu organista della chiesa principale di Versailles, lasciando alcune messe, vespri e inni, oltre a diverse sinfonie, quintetti, sestetti e serenate, oltre a una Méthode de chant e una Méthode d'Accompagnament.